# Conflagration
Conflagration is het tweede studioalbum van The Trio, bestaande uit John Surman, Barre Phillips en Stu Martin.
Het is de natuurlijke opvolger van hun eerste album The Trio maar deed veel minder stof opwaaien. Opvallend is de lijst van gastmusici, die de muziek richting bigbandjazz schoven. Het album werd uitgegeven op Dawn Records, gespecialiseerd in progressieve muziek. 
Het album betekende het eind van The Trio, alhoewel sommige restopnamen uit 1971 nog werden uitgegeven in 1987 onder de titel By contact. 

## Musici
- John Surman – sopraansaxofoon, baritonsaxofoon, basklarinet
- Barre Phillips – contrabas
- Stu Martin – drumstel

Met
- Mike Osborne –altsaxofoon, klarinet
- Alan Skidmore – sopraansaxofoon, tenorsaxofoon, dwarsfluit
- Stan Sulzmann – klarinet, dwarsfluit
- Marc Gharig – kornet
- Kenny Wheeler, Harry Beckett – trompet, flugelhorn
- Malcolm Griffiths, Nick Evans – trombone
- Chick Corea, John Taylor – piano
- Dave Holland – contrabas
- Jon Marshall - drums

## Muziek
| Nr. | Titel                    | Duur |
| --- | ------------------------ | ---- |
| 1.  | Conflagration (Phillips) | 7:35 |
| 2.  | Malachite (Surman)       | 8:00 |
| 3.  | Nuts (Martin)            | 7:00 |

| Nr. | Titel                       | Duur |
| --- | --------------------------- | ---- |
| 1.  | Sixes and sevens (Phillips) | 7:35 |
| 2.  | B (Martin)                  | 6:25 |
| 3.  | Afore the morrow (Surman)   | 9:25 |

## Nasleep
Surman kwam vast te zitten in de muziekstijl freejazz en avant garde. Hij zou zich aansluiten bij de ECM-stal waar zijn muziek een ambientkarakter kreeg. Conflagration kreeg meerdere heruitgaven, voor Europa waren dat BGO Records, Seuquel Records (1998) en Esoteric Recordings (2017)